# Nachal Kana (Judská poušť)
Nachal Kana (hebrejsky נחל קנה) je vádí na Západním břehu Jordánu, v Judské poušti.
Začíná v nadmořské výšce okolo 200 metrů na svazích vrchu Roš Tur na okraji pouštní náhorní planiny. Směřuje k severovýchodu a východu a pak klesá strmě do příkopové propadliny Mrtvého moře. Podchází dálnici číslo 90 a ústí do Mrtvého moře cca 7 kilometrů severoseverovýchodně od izraelské osady Micpe Šalem. Jižně od ústí do moře se nacházejí prameny Ajanot Kana (עינות קנה), které obklopuje enkláva hustého rákosového porostu.